# محمدعلی مالکیان

محمدعلی مالکیان  مهاجم فوتبال، اهل ایران و زاده تهران در سال ۱۳۱۹است. وی سال‌ها در باشگاه پاس و تیم ملی فوتبال ارتش ایران بازی کرده. وی فوتبال را از آموزشگاه‌های تهران شروع نموده و اولین بازی باشگاهی را در تیم شرق تهران در سال ۱۳۳۹ به مربیگری محمود رازی انجام داده و در سال ۱۳۴۰ به عضویت باشگاه نادر تهران به مربیگری نادر لطیفی درآمده، مالکیان در سال‌های ۱۳۴۱–۱۳۴۲ با تیم فوتبال آذربایجان غربی (ارومیه) دو دوره قهرمانی کشور را شرکت نموده و در سال ۱۳۴۳ در مسابقات قهرمانی ایران در مشهد با زدن ۱۰ گل آقای گل مسابقات شد و دعوت به تیم ملی و شرکت در اردوی المپیک ۱۹۶۴ با مربیگری محمود فکری گردید. در همان سال با حکم فدراسیون فوتبال به عضویت باشگاه پاس تهران درآمد که تا سال ۱۳۵۴ ضمن عضویت در تیم پاس تهران در تیم ملی ارتش ایران نیز بازی نمود. ازجمله مربیان وی مهدی اسدالهی، محمد رنجبر و حسن حبیبی بوده‌اند. در این مدت ۱۰ سال با تیم ملی ارتش ایران چندین بار به کشورهای عراق، ترکیه، فرانسه، شوروی، کویت، پاکستان، هندوستان، آلمان و یونان سفر نموده از جمله افتخارات وی شرکت در مسابقات قهرمانی ارتش‌های جهان در یونان و کسب مقام سوم جهان بوده‌است. همچنین در تیم پاس تهران چندین بار قهرمان تهران و جام حذفی و در مسابقات قهرمانی کشور در اصفهان، رشت، بندرانزلی، کرمان به قهرمانی کشور دست یافت. در سال ۱۳۵۴ پس از سفر با تیم ملی ارتش ایران به شوروی از دنیای فوتبال خداحافظی نمود.